# یونیورسیاد تابستانی ۲۰۱۵
یونیورسیاد تابستانی ۲۰۱۵ که به‌طور رسمی به عنوان یونیورسیاد تابستانی XXVIII شناخته می‌شود، در شهر گوانگجو، کره جنوبی برگزار شد. از ۳ جولای تا ۱۴ ژوئیه ۲۰۱۵ برگزار شد.

## انتخاب پیشنهاد
شهرهای ادمونتون، آلبرتا، کانادا؛ تایپه، تایوان؛ و گوانگجو کره جنوبی در رقابت برای بازی‌ها بودند. در ۲۳ می ۲۰۰۹، FISU حق میزبانی را به گوانگجو اعطا کرد.

## مکان‌های برگزاری

### گوانگجو
- استادیوم اصلی یونیورسیاد گوانگجو: تشریفات، دو و میدانی
- ورزشگاه کالج دونگ کانگ: بسکتبال
- ورزشگاه Yeomju: والیبال
- مرکز بین‌المللی ورزش‌های آبی دانشگاه نامبو: شنا، غواصی
- مرکز آبزیان سرپوشیده Yeomju: واترپلو
- ورزشگاه Yeomju Bitgoeul: جودو
- ژیمناستیک یونیورسیاد دانشگاه زنان گوانگجو: ژیمناستیک
- زمین فوتبال دانشگاه هونام: فوتبال
- زمین تنیس بین‌المللی Jinwol: تنیس
- زمین تنیس سرپوشیده Yeomju: تنیس
- مرکز همایش کیم دائه جونگ: شمشیربازی
- زمین قهرمانان گوانگجو کیا: بیسبال
- استادیوم بیسبال Mudeung: بیسبال
- مرکز بین‌المللی تیراندازی با کمان گوانگجو: تیراندازی با کمان
- ورزشگاه دانشگاه چوسان: تکواندو
- ورزشگاه دانشگاه هونام: والیبال
- ورزشگاه دانشگاه گوانگجو: بسکتبال

### جئولاجنوبی(جونام)
بوسئونگ
- استادیوم عمومی Boseong: فوتبال

گوری
- ورزشگاه سرپوشیده گوری: هندبال

هواسون
- مرکز ورزشی فرهنگ Hwasun Hanium: بدمینتون

جانگ سونگ
- ورزشگاه جانگ سونگ هونگ گیل دونگ: تنیس روی میز
- دریاچه جانگ سونگ: شنا کردن

موکپو
- مرکز بین‌المللی فوتبال موکپو: فوتبال

موان
- استادیوم سرپوشیده Muan: بسکتبال

ناجو
- سالن بدنسازی دانشگاه دونگشین: والیبال
- استادیوم عمومی ناجو: فوتبال
- باشگاه کشوری دریاچه طلای ناجو: گلف
- منطقه تیراندازی ناجو، استان جئولا جنوبی: تیراندازی
- ورزشگاه سرپوشیده ناجو: هندبال

سانچئون
- ورزشگاه پالما: والیبال

یونگوانگ
- ورزشگاه یونگوانگ: بسکتبال
- زمین فوتبال Yeongguang Sportium: فوتبال

### نورث جئولا(جئونبوک)
گوچانگ
- ورزشگاه شهرستان گوچانگ: هندبال
- استادیوم عمومی گوچانگ: فوتبال

جئونگ آپ
- استادیوم عمومی Jeongeup: فوتبال

### چونگ چئونگشمالی(چانگبوک)
چونگجو
- دریاچه تانجئوم: قایقرانی

## هویت

### طلسم

نوریبی، طلسم رسمی

طلسم رسمی یونیورسیاد تابستانی ۲۰۱۵ فرشته ای از نور به نام نوریبی است. نام نوریبی ترکیبی از کلمات کره ای "nuri" به معنای جهان و "بی" به معنای پرواز است. از آن به عنوان پیام آور نور، نماد بینش دانشگاه گوانگجو و پل ارتباطی جوانان جهان یاد می‌شود که امید خلقت را برای رساندن نور به جهان گسترش می‌دهد.

### شعار
شعار یونیورسیاد تابستانی ۲۰۱۵ «فردا را روشن کن» است که نشان دهنده هویت شهر برگرفته از نام گوانگجو، شهر نور، موقعیت آن در مرکز عصر صنعت فناوری پیشرفته قرن بیست و یکم، روح چالش‌برانگیز و شور و شوق شهر است. جوانان جهان به ویژه ورزشکار دانشجویان دانشگاه در یونیورسیاد، انتظارات برای عملکرد بهتر ورزشکار، تلاش گوانگجو برای کمک به روشن کردن آینده جهان از طریق یونیورسیاد، قصد شهر برای ایجاد حرکت برای توسعه پایدار به سوی آینده ای بهتر، و اراده گوانگجو به استانداردهای جدیدی را برای دانشگاه تعیین کنید.

### لوگو
لوگوی یونیورسیاد تابستانی ۲۰۱۵ «بالهای نور» است. شکل منحصر به فرد حرف U آن شبیه بازی‌های یونیورسیاد است. به‌طور کلی، این نشان دهنده اشتیاق ورزشکارانی است که در برابر همه شانس‌های فراتر از محدودیت‌ها رقابت می‌کنند، فضای پویا ورزش و هماهنگی ملل در سراسر جهان و دیدگاه گوانگجو برای رسیدن به شناخت و تحسین جهانی. ۵ بال آبی نشان دهنده اقیانوس‌های جهان و ۶ بال قرمز نشان دهنده شش قاره جهان است. نور همپوشانی نشان دهنده هماهنگی و دوستی در بین جوانان جهان به خصوص ورزشکار دانشجویان دانشگاه در یونیورسیاد است. بالهای سر به فلک کشیده U شکل که نور ساطع می‌کنند، نماد گوانگجو به عنوان یک شهر جهانی است و هدف آن ارتفاعات بیشتر در طول مسابقات جهانی است.

## شرکت کنندگان
- افغانستان (3)
- الجزایر (34)
- آنگولا (1)
- آنگویلا (2)
- آرژانتین (81)
- ارمنستان (12)
- آروبا (2)
- استرالیا (180)
- اتریش (25)
- جمهوری آذربایجان (8)
- بنگلادش (2)
- باربادوس (2)
- بلاروس (22)
- بلژیک (35)
- بنین (2)
- بوتان (8)
- بوسنی و هرزگوین
- بوتسوانا (16)
- برزیل (199)
- بلغارستان (4)
- بورکینافاسو (2)
- بوروندی (2)
- کامبوج (12)
- کانادا (232)
- چاد (1)
- شیلی (72)
- چین (370)
- کلمبیا (56)
- کومور (2)
- کاستاریکا (2)
- کرواسی (23)
- کوبا (2)
- کوراسائو
- قبرس (19)
- جمهوری چک (145)
- دانمارک (22)
- جمهوری دموکراتیک کنگو (2)
- جمهوری دومینیکن (10)
- اکوادور (1)
- السالوادور (2)
- گینه استوایی
- استونی (85)
- اتیوپی (2)
- فنلاند (78)
- فرانسه (224)
- گابن (5)
- گامبیا (1)
- گرجستان
- آلمان (115)
- غنا (17)
- هائیتی (3)
- هندوراس (1)
- هنگ کنگ (79)
- مجارستان (117)
- هند (98)
- اندونزی (40)
- ایران (84)
- ایرلند (64)
- اسرائیل (27)
- ایتالیا (205)
- ساحل عاج
- جامائیکا (10)
- ژاپن (350)
- اردن (22)
- قزاقستان (94)
- کنیا (9)
- کره جنوبی (379) (host)
- قرقیزستان (21)
- لتونی (46)
- لبنان (52)
- لیبریا (1)
- لیختن‌اشتاین (1)
- لیتوانی (71)
- لوکزامبورگ (10)
- مقدونیه شمالی
- ماداگاسکار (2)
- مالزی (107)
- مالی (10)
- مالت (11)
- موریس (2)
- مکزیک (170)
- ایالات فدرال میکرونزی (1)
- مولداوی
- موناکو (1)
- مغولستان (99)
- مونته‌نگرو (33)
- مراکش (12)
- موزامبیک (24)
- نامیبیا (1)
- نپال (22)
- هلند (58)
- نیوزیلند (66)
- نیجر (2)
- نیجریه (51)
- جزایر ماریانای شمالی
- نروژ (53)
- عمان (33)
- پاکستان (8)
- فلسطین (2)
- پاناما (7)
- پاراگوئه (3)
- پرو (1)
- فیلیپین (78)
- لهستان (153)
- پرتغال (45)
- قطر (17)
- رومانی (58)
- روسیه (453) (top)
- رواندا (2)
- سنگال (7)
- صربستان (92)
- سیرالئون (16)
- سنگاپور (18)
- اسلواکی (50)
- اسلوونی (45)
- جزایر سلیمان (2)
- آفریقای جنوبی (111)
- اسپانیا (17)
- سری‌لانکا (54)
- سورینام (2)
- سوازیلند (2)
- سوئد (80)
- سوئیس (103)
- Chinese Taipei (234)
- تاجیکستان (8)
- تانزانیا (2)
- تایلند (107)
- ترینیداد و توباگو
- تونس (2)
- ترکیه (112)
- اوگاندا (33)
- اوکراین (134)
- بریتانیای کبیر (64)
- ایالات متحده آمریکا (373)
- اروگوئه (39)
- ازبکستان (34)
- ونزوئلا (92)
- ویتنام (6)
- جزایر ویرجین
- زامبیا (8)
- زیمبابوه (23)

## جدول مدال
*   کشور میزبان (کره جنوبی)
| رتبه            | کشور                      | طلا | نقره | برنز | مجموع |
| --------------- | ------------------------- | --- | ---- | ---- | ----- |
| ۱               | کره جنوبی (KOR)*          | ۴۷  | ۳۲   | ۲۹   | ۱۰۸   |
| ۲               | روسیه (RUS)               | ۳۴  | ۳۹   | ۴۹   | ۱۲۲   |
| ۳               | چین (CHN)                 | ۳۴  | ۲۱   | ۱۶   | ۷۱    |
| ۴               | ژاپن (JPN)                | ۲۵  | ۲۵   | ۳۵   | ۸۵    |
| ۵               | ایالات متحده آمریکا (USA) | ۲۰  | ۱۵   | ۱۹   | ۵۴    |
| ۶               | فرانسه (FRA)              | ۱۳  | ۹    | ۸    | ۳۰    |
| ۷               | ایتالیا (ITA)             | ۱۱  | ۱۵   | ۱۷   | ۴۳    |
| ۸               | اوکراین (UKR)             | ۸   | ۱۷   | ۶    | ۳۱    |
| ۹               | ایران (IRI)               | ۷   | ۲    | ۶    | ۱۵    |
| ۱۰              | چین تایپه (TPE)           | ۶   | ۱۲   | ۱۹   | ۳۷    |
| ۱۱              | قزاقستان (KAZ)            | ۶   | ۰    | ۴    | ۱۰    |
| ۱۲              | آلمان (GER)               | ۵   | ۵    | ۸    | ۱۸    |
| ۱۳              | لیتوانی (LTU)             | ۵   | ۱    | ۳    | ۹     |
| ۱۴              | لهستان (POL)              | ۴   | ۱۰   | ۴    | ۱۸    |
| ۱۵              | استرالیا (AUS)            | ۴   | ۳    | ۱۲   | ۱۹    |
| ۱۶              | بلاروس (BLR)              | ۴   | ۳    | ۵    | ۱۲    |
| ۱۷              | بریتانیای کبیر (GBR)      | ۳   | ۴    | ۴    | ۱۱    |
| ۱۸              | جمهوری چک (CZE)           | ۳   | ۳    | ۳    | ۹     |
| ۱۹              | بلژیک (BEL)               | ۳   | ۱    | ۳    | ۷     |
| ۲۰              | تایلند (THA)              | ۲   | ۷    | ۹    | ۱۸    |
| ۲۱              | کانادا (CAN)              | ۲   | ۴    | ۲    | ۸     |
| ۲۲              | ترکیه (TUR)               | ۲   | ۲    | ۱۲   | ۱۶    |
| ۲۳              | برزیل (BRA)               | ۲   | ۲    | ۴    | ۸     |
| ۲۴              | مغولستان (MGL)            | ۲   | ۱    | ۲    | ۵     |
| ۲۵              | آفریقای جنوبی (RSA)       | ۲   | ۰    | ۴    | ۶     |
| ۲۶              | مجارستان (HUN)            | ۲   | ۰    | ۳    | ۵     |
| ۲۷              | جمهوری آذربایجان (AZE)    | ۲   | ۰    | ۱    | ۳     |
| ۲۸              | جمهوری دومینیکن (DOM)     | ۲   | ۰    | ۰    | ۲     |
| ۲۹              | رومانی (ROU)              | ۱   | ۳    | ۳    | ۷     |
| ۳۰              | جامائیکا (JAM)            | ۱   | ۳    | ۱    | ۵     |
| ۳۰              | نیوزیلند (NZL)            | ۱   | ۳    | ۱    | ۵     |
| ۳۲              | صربستان (SRB)             | ۱   | ۲    | ۴    | ۷     |
| ۳۳              | استونی (EST)              | ۱   | ۲    | ۱    | ۴     |
| ۳۳              | پرتغال (POR)              | ۱   | ۲    | ۱    | ۴     |
| ۳۵              | هند (IND)                 | ۱   | ۱    | ۳    | ۵     |
| ۳۶              | ایرلند (IRL)              | ۱   | ۱    | ۱    | ۳     |
| ۳۶              | ساحل عاج (CIV)            | ۱   | ۱    | ۱    | ۳     |
| ۳۸              | قبرس (CYP)                | ۱   | ۰    | ۲    | ۳     |
| ۳۹              | ارمنستان (ARM)            | ۱   | ۰    | ۰    | ۱     |
| ۳۹              | ازبکستان (UZB)            | ۱   | ۰    | ۰    | ۱     |
| ۳۹              | اوگاندا (UGA)             | ۱   | ۰    | ۰    | ۱     |
| ۳۹              | باربادوس (BAR)            | ۱   | ۰    | ۰    | ۱     |
| ۴۳              | مکزیک (MEX)               | ۰   | ۳    | ۲    | ۵     |
| ۴۴              | مراکش (MAR)               | ۰   | ۳    | ۰    | ۳     |
| ۴۴              | کرواسی (CRO)              | ۰   | ۳    | ۰    | ۳     |
| ۴۶              | اسلواکی (SVK)             | ۰   | ۲    | ۲    | ۴     |
| ۴۷              | لتونی (LAT)               | ۰   | ۲    | ۱    | ۳     |
| ۴۸              | هلند (NED)                | ۰   | ۱    | ۷    | ۸     |
| ۴۹              | اندونزی (INA)             | ۰   | ۱    | ۳    | ۴     |
| ۵۰              | اسلوونی (SLO)             | ۰   | ۱    | ۰    | ۱     |
| ۵۰              | الجزایر (ALG)             | ۰   | ۱    | ۰    | ۱     |
| ۵۰              | بوتسوانا (BOT)            | ۰   | ۱    | ۰    | ۱     |
| ۵۰              | بورکینافاسو (BUR)         | ۰   | ۱    | ۰    | ۱     |
| ۵۰              | نروژ (NOR)                | ۰   | ۱    | ۰    | ۱     |
| ۵۰              | هنگ کنگ (HKG)             | ۰   | ۱    | ۰    | ۱     |
| ۵۶              | اسپانیا (ESP)             | ۰   | ۰    | ۳    | ۳     |
| ۵۶              | سوئیس (SUI)               | ۰   | ۰    | ۳    | ۳     |
| ۵۸              | سوئد (SWE)                | ۰   | ۰    | ۲    | ۲     |
| ۵۸              | فنلاند (FIN)              | ۰   | ۰    | ۲    | ۲     |
| ۵۸              | مالزی (MAS)               | ۰   | ۰    | ۲    | ۲     |
| ۵۸              | ویتنام (VIE)              | ۰   | ۰    | ۲    | ۲     |
| ۶۲              | آرژانتین (ARG)            | ۰   | ۰    | ۱    | ۱     |
| ۶۲              | دانمارک (DEN)             | ۰   | ۰    | ۱    | ۱     |
| ۶۲              | قرقیزستان (KGZ)           | ۰   | ۰    | ۱    | ۱     |
| مجموع (۶۴ کشور) | مجموع (۶۴ کشور)           | ۲۷۴ | ۲۷۲  | ۳۳۷  | ۸۸۳   |